# Купа на България по футбол 2018/19
Тази страница представя турнира за Националната купа на България по футбол, за сезон 2018/2019. Страницата включва регламента на турнира през двете му фази (предварителна и финална), както и клубовете класирали се за и участващи във финалната фаза на турнира. В статията не е включено подробно описание на срещите от двете фази, както и резултатите от предварителната фаза.
От сезон 2012/2013 победителите от двубоите във и след втори кръг на финалната фаза се определят в две срещи между отборите опоненти. От сезон 2014/15 само на 1/16 финалите отборите ще изиграят по 1 среща, а домакин ще бъде по-ниско разредния тим. От сезон 2015/2016 само на 1/16 и 1/8 финалите отборите ще изиграят по 1 среща, а домакин ще бъде по-ниско разредния тим.

## Участващи отбори
Следните отбори участват в турнира:

(Финалистите са в потъмнено)
| 2018 – 19 Първа лига 14 клуба | 2018 – 19 Втора лига 15 клуба | Победители от 3-те регионални турнира 3 клуба                                                             |
| Берое Стара Загора Ботев Пловдив Ботев Враца ЦСКА София Черно море Варна Дунав Русе Етър Велико Търново Левски София Локомотив Пловдив Лудогорец Разград Септември София Славия София Верея Стара Загора Витоша Бистрица | Арда Кърджали Ботев Гълъбово Черноморец Балчик ЦСКА 1948 ФК Добруджа Кариана Ерден Литекс Ловеч Локомотив Горна Оряховица Локомотив София ФК Монтана ПФК Несебър Пирин Благоевград ОФК Поморие ФК Созопол Царско село София | от Северен регион: - ФК Спартак Варна от Югоизточна зона: - Атлетик Куклен от Югозападна зона: - ФК Хебър |

### Първи кръг (1/16 финали)
Регламент
В този кръг участват 10-те отбора от А футболна група, 15-те отбора от Б футболна група и 3-те представителя на ЗС от Предварителната фаза. Чрез пълен жребий 32-та отбора се разпределят в 16 двойки. Победителите в този етап се излъчват в елиминация в една среща. При равенство в редовното време следват две продължения по 15 минути, при ново равенство следват дузпи. 16-те победителя продължават в следващия (втори – осминафинален) кръг.
Жребий: 29 август 2018
Резултати от изиграните срещи в I кръг:
| Домакин                   | Резултат     | Гост                |
| ------------------------- | ------------ | ------------------- |
| ФК Хебър                  | 1:6          | Берое Стара Загора  |
| Ботев Гълъбово            | 0:0 (8:9 д.) | Витоша Бистрица     |
| ФК Поморие                | 0:1          | Локомотив Пловдив   |
| Кариана Ерден             | 0:1          | Септември София     |
| ФК Добруджа               | 0:1          | Локомотив София     |
| Струмска слава Радомир    | 2:1          | ФК Царско село      |
| Атлетик Куклен            | 0:6          | Левски София        |
| Литекс Ловеч              | 0:2          | Етър Велико Търново |
| ФК Монтана                | 0:2          | ЦСКА София          |
| Арда Кърджали             | 0:1          | Черно море Варна    |
| ФК Несебър                | 1:3          | Лудогорец Разград   |
| Локомотив Горна Оряховица | 1:1 (6:7 д.) | Дунав Русе          |
| Черноморец Балчик         | 1:0          | Ботев Враца         |
| ЦСКА 1948                 | 1:4          | Ботев Пловдив       |
| Пирин Благоевград         | 0:2          | Славия София        |
| Спартак Варна             | 1:1 (4:5 д.) | Верея Стара Загора  |

### Втори кръг (1/8 финали)
Регламент
В този кръг участват 16-те отбора, класирали се от първия кръг. Чрез пълен жребий 16-те отбора се разпределят в 8 двойки. Победителите в този етап се излъчват в елиминация в една среща. При равенство в редовното време следват две продължения по 15 минути, при ново равенство следват дузпи. 8-те победителя продължават в следващия (трети – четвъртфинален) кръг.
Жребий:  28 септември 2018
Резултати от изиграните срещи във II кръг:
| Домакин                | Резултат     | Гост               |
| ---------------------- | ------------ | ------------------ |
| Струмска слава Радомир | 3:1          | Черноморец Балчик  |
| Дунав Русе             | 1:2          | Локомотив Пловдив  |
| ЦСКА София             | 3:1          | Витоша Бистрица    |
| Локомотив София        | 2:3          | Септември София    |
| Черно море Варна       | 2:2 (5:4 д.) | Левски София       |
| Етър Велико Търново    | 3:0          | Верея Стара Загора |
| Лудогорец Разград      | 2:2 (4:3 д.) | Славия София       |
| Берое Стара Загора     | 0:0 (3:4 д.) | Ботев Пловдив      |

### Трети кръг (1/4 финали)
Регламент
В този кръг участват 8-те отбора, класирали се от втория кръг. Чрез пълен жребий 8-те отбора се разпределят в 4 двойки. Победителите в този етап се излъчват в елиминация в една среща. При равенство в редовното време следват две продължения по 15 минути, при ново равенство следват дузпи. 4-те победителя продължават в следващия (четвърти – полуфинален) кръг.
Жребий: 7 ноември 2018
Резултати от изиграните срещи в III кръг:
| Домакин                | Резултат     | Гост              |
| ---------------------- | ------------ | ----------------- |
| Етър Велико Търново    | 1:1 (6:7 д.) | Локомотив Пловдив |
| Лудогорец Разград      | 0:1          | ЦСКА София        |
| Струмска слава Радомир | 0:2          | Септември София   |
| Ботев Пловдив          | 1:1 (3:1 д.) | Черно море Варна  |

### Четвърти кръг (1/2 финали)
Регламент:
В този кръг участват 4-те победители от Трети кръг. Четирите отбора чрез пълен жребий се разпределят в 2 двойки. От сезон 2012/2013 победителите в този етап се излъчват в елиминации в две срещи. При равенство в общия резултат от двата мача, напред продължава отборът с повече отбелязани голове на чужд терен. При равенство и по този показател, се играят две продължения по 15 минути, а при продължаващо равенство в общия резултат и отбелязаните голове на чужд терен и след края на продълженията се изпълняват дузпи. Редът на домакинството в двойките се определя с жребий. Двата победителя продължават във финалния кръг.
Мачовете се играят на 16/17 и 23/24 април 2019.
Жребий:  4 април 2019
Резултати от изиграните срещи в IV кръг:
| Домакин           | Резултат | Гост            |
| ----------------- | -------- | --------------- |
| Локомотив Пловдив | 4:0      | Септември София |
| Ботев Пловдив     | 3:2      | ЦСКА София      |

| Домакин         | Резултат               | Гост              |
| --------------- | ---------------------- | ----------------- |
| Септември София | 0:0 (0:4 общ резултат) | Локомотив Пловдив |
| ЦСКА София      | 3:3 (5:6 общ резултат) | Ботев Пловдив     |

### Финал
В този кръг участват двата победителя от полуфиналите. Символичен домакин на финала е отборът от първата изтеглена полуфинална двойка. Мястото на провеждане на финала се определя допълнително. Носителят на купата се излъчва в една среща. При равенство в редовното време се играят две продължения по 15 минути, а при ново равенство в края на продълженията се изпълняват дузпи.
Условия на срещата: София, Национален стадион „Васил Левски“, 15 май 2019, сряда.
Резултат на срещата:
| Домакин           | Резултат | Гост          |
| ----------------- | -------- | ------------- |
| Локомотив Пловдив | 1:0      | Ботев Пловдив |